# Ilja Olegovics Kutyepov
Ilja Olegovics Kutyepov (oroszul: Илья Олегович Кутепов; Sztavropol, 1993. július 29.) orosz válogatott labdarúgó, a Torpedo Moszkva játékosa.

## Pályafutása
2012. december 10-én 17 évesen debütált az orosz élvonalban a Szpartak Moszkva színeiben a Rubin Kazany ellen.
2022. július 1-jén a Torpedo Moszkva 1+1 évre szerződtette.

## Sikerei, díjai
- Szpartak Moszkva:
  - Orosz bajnok: 2017
  - Orosz szuperkupa: 2017